# 第4護衛隊群
第4護衛隊群（だいよんごえいたいぐん、英称：Escort Flotilla 4 ）とは、海上自衛隊の護衛艦隊隷下の護衛艦部隊（護衛隊群）の一つであり、部隊は呉基地及び佐世保基地に配備されている。群司令は海将補（二）をもって充てられている。

## 沿革
- 1971年（昭和46年）
  - 2月1日：護衛艦隊隷下に「第4護衛隊群」が新編。

※ 編成（司令部、旗艦「てるづき」、第9護衛隊（「あやなみ」、「うらなみ」）、第11護衛隊（「たかなみ」、「おおなみ」、「まきなみ」））
- 12月16日：第11護衛隊を第3護衛隊群へ編成替え。

- 1973年（昭和48年）8月31日：第35護衛隊（「とかち」、「ちとせ」）が新編。
- 1982年（昭和57年）3月23日：第23護衛隊（「あおくも」、「あきぐも」、「ゆうぐも」）が第2護衛隊群から編入。第35護衛隊を大湊地方隊へ編成替え。
- 1983年（昭和58年）3月30日：第1護衛隊（「たかつき」、「きくづき」）が第2護衛隊群から編入。第9護衛隊を廃止。
- 1984年（昭和59年）3月30日：「ひえい」が第1護衛隊群から直轄艦として編入。

※ 編成（司令部、旗艦「ひえい」、第1護衛隊、第23護衛隊）
- 1989年（平成元年）3月17日：第43護衛隊（「いそゆき」、「はるゆき」）が第1護衛隊群から編入。

※ 編成（司令部、旗艦「ひえい」、第1護衛隊、第23護衛隊、第43護衛隊）
- 1990年（平成2年）1月31日：第41護衛隊（「はつゆき」、「しらゆき」）が第1護衛隊群から編入。第23護衛隊を大湊地方隊へ編成替え。

※ 編成（司令部、旗艦「ひえい」、第1護衛隊、第41護衛隊、第43護衛隊）
- 1995年（平成7年）
  - 3月2日：群司令部、旗艦「ひえい」及び第43護衛隊が呉基地に移転。
  - 3月16日：第64護衛隊（「たちかぜ」、「あさかぜ」）が新編。第1護衛隊を廃止。

※ 編成（司令部、旗艦「ひえい」、第41護衛隊、第43護衛隊、第64護衛隊）
- 1997年（平成9年）3月24日：隊番号の改正により、第43護衛隊が第4護衛隊に改称。第48護衛隊が第1護衛隊群から編入され第8護衛隊に改称。第41護衛隊を横須賀地方隊へ編成替え。

※ 編成（司令部、旗艦「ひえい」、第4護衛隊、第8護衛隊、第64護衛隊）
- 2008年（平成20年）3月26日：体制移行による護衛隊の改編。

※ 群直轄艦、第64護衛隊を廃止し、第4護衛隊（DDHグループ）、第8護衛隊（DDGグループ）の2個護衛隊へ。
- 2009年（平成21年）
  - 3月14日：海上警備行動の発令を受けソマリア沖の海賊対策のためソマリア沖・アデン湾にむけて第8護衛隊所属の「さみだれ」、「さざなみ」により第1次派遣海賊対処行動水上部隊を編成し出港。
  - 8月16日：第1次派遣海賊対処行動水上部隊が帰国する。
  - 10月13日：「はまぎり」が同月6日に大湊基地を出港し、第2護衛隊群第6護衛隊「たかなみ」と共に第3次派遣海賊対処行動水上部隊を編成してソマリア沖へ向かう。
- 2011年（平成23年）3月16日：「いせ」が就役し第4護衛隊に編入。「ひえい」を除籍。
- 2014年（平成26年）10月24日：「しまかぜ」が第1護衛隊群から、「ちょうかい」が第2護衛隊群から第8護衛隊に編入。「きりしま」を第2護衛隊群へ編成替え。第8護衛隊司令部が呉から佐世保へ移転。
- 2017年（平成29年）3月22日：「かが」が就役し第4護衛隊に編入。「いせ」を第2護衛隊群へ編成替え。
- 2021年（令和03年）3月19日：護衛艦「はぐろ」が就役し第8護衛隊に編入。「しまかぜ」を練習艦隊へ編成替え。

## 司令部編成
司令部は、呉基地に設置されている。
- 護衛隊群司令
  - 首席幕僚
  - 幕僚
  - 先任伍長

また、自衛艦隊#司令部の編成を参照。

## 部隊編成
※ 令和3年3月19日時点
- 第4護衛隊（呉）
  - DDH-184 かが
  - DD-105 いなづま
  - DD-106 さみだれ
  - DD-113 さざなみ

- 第8護衛隊（佐世保）
  - DDG-176 ちょうかい
  - DDG-180 はぐろ
  - DD-104 きりさめ
  - DD-117 すずつき

### 再編前の部隊編成
2008年3月25日以前の再編前の部隊編成は下記の通りである。
- 直轄艦
  - DDH-142 ひえい

- 第4護衛隊（呉基地）
  - DD-105 いなづま
  - DD-106 さみだれ
  - DD-108 あけぼの

- 第8護衛隊（呉基地）
  - DD-113 さざなみ
  - DD-158 うみぎり

- 第64護衛隊（佐世保基地）
  - DDG-176 ちょうかい
  - DDG-178 あしがら

## 主要幹部
| 官職名          | 階級    | 氏名     | 補職発令日     | 前職                                                    |
| --------------- | ------- | -------- | -------------- | ------------------------------------------------------- |
| 第4護衛隊群司令 | 海将補  | 夏井隆   | 2024年06月07日 | 自衛艦隊司令部幕僚副長                                  |
| 首席幕僚        | 1等海佐 | 川浪祐   | 2024年11月15日 | 海上自衛隊幹部学校付 →2024.7.29 第4護衛隊群司令部勤務   |
| 第4護衛隊司令   | 1等海佐 | 竹下文人 | 2025年01月20日 | 第1海上訓練支援隊司令 →2024.12.20 第4護衛隊群司令部勤務 |
| 第8護衛隊司令   | 1等海佐 | 田中政臣 | 2024年06月03日 | 海上自衛隊幹部候補生学校学生隊長                        |

| 代 | 氏名       | 在職期間              | 出身校・期                | 前職                                                  | 後職                                                   | 備考                               |
| -- | ---------- | --------------------- | ------------------------- | ----------------------------------------------------- | ------------------------------------------------------ | ---------------------------------- |
| 01 | 門脇尚一   | 1971.2.1 1971.12.15   | 海兵69期                  | 海上幕僚監部総務部総務課長 →1971.1.16 海上幕僚監部付  | 統合幕僚会議事務局第2幕僚室長                          |                                    |
| 02 | 松浦光利   | 1971.12.16 1973.6.30  | 神高船（航） 昭和17年卒   | 海上幕僚監部調査部調査第1課長                         | 横須賀地方総監部幕僚長                                 | 就任時1等海佐 1972.6.1 海将補昇任  |
| 03 | 矢田次夫   | 1973.7.1 1974.6.15    | 海兵72期                  | 海上幕僚監部防衛部防衛課長                            | 海上幕僚監部付 →1974.7.1 統合幕僚会議事務局第5幕僚室長 |                                    |
| 04 | 左近允尚敏 | 1974.6.16 1975.12.15  | 海兵72期                  | 海上自衛隊少年術科学校長                              | 練習艦隊司令官                                         |                                    |
| 05 | 平野 彌    | 1975.12.16 1977.3.31  | 東高船（航） 昭和19年卒   | 佐世保地方総監部防衛部長                              | 横須賀地方総監部幕僚長                                 | 就任時1等海佐 1976.7.1 海将補昇任  |
| 06 | 吉田學     | 1977.4.1 1979.1.31    | 海兵75期                  | 海上幕僚監部総務部総務課長                            | 海上幕僚監部防衛部付 →1979.3.22 同防衛部長             |                                    |
| 07 | 藤川常夫   | 1979.2.1 1980.2.14    | 海兵75期                  | 海上自衛隊幹部候補生学校副校長                        | 海上幕僚監部調査部長                                   |                                    |
| 08 | 一色行雄   | 1980.2.15 1981.2.9    | 海兵75期                  | 海上自衛隊第1術科学校 教育第1部長                     | 海上幕僚監部付 →1981.7.1 退職                          |                                    |
| 09 | 小畑清幸   | 1981.2.10 1982.2.15   | 海兵78期 広島大・ 1期幹候 | 第1護衛隊司令                                         | 護衛艦隊司令部幕僚長                                   | 就任時1等海佐 1981.2.16 海将補昇任 |
| 10 | 中崎公夫   | 1982.2.16 1984.3.15   | 海兵78期・ 7期幹候        | 練習艦隊司令部幕僚 →1981.12.2 護衛艦隊司令部付        | 海上幕僚監部付 →1984.5.7 停年退職                      | 就任時1等海佐 1983.3.16 海将補昇任 |
| 11 | 吉川圭祐   | 1984.3.16 1985.2.28   | 防大1期                   | 海上幕僚監部防衛部装備体系課長                        | 第2護衛隊群司令                                        |                                    |
| 12 | 鈴木克男   | 1985.3.1 1986.8.4     | 防大2期                   | 第62護衛隊司令                                        | 舞鶴地方総監部幕僚長                                   | 就任時1等海佐 1985.3.16 海将補昇任 |
| 13 | 山本 誠    | 1986.8.5 1987.8.9     | 防大4期                   | 海上幕僚監部防衛部運用課長 →1986.7.1 自衛艦隊司令部付 | 海上幕僚監部調査部長                                   |                                    |
| 14 | 福地建夫   | 1987.8.10 1988.7.6    | 防大5期                   | 海上幕僚監部総務部人事課長 →1986.9.9 海上幕僚監部付   | 海上幕僚監部総務部長                                   |                                    |
| 15 | 加藤武彦   | 1988.7.7 1989.12.14   | 防大6期                   | 海上幕僚監部防衛部教育第1課長                         | 練習艦隊司令官                                         |                                    |
| 16 | 塚原武夫   | 1989.12.15 1990.12.14 | 防大6期                   | 護衛艦隊司令部幕僚長                                  | 練習艦隊司令官                                         |                                    |
| 17 | 山本安正   | 1990.12.15 1992.6.15  | 防大7期                   | 潜水艦隊司令部幕僚長                                  | 海上幕僚監部人事教育部長                               |                                    |
| 18 | 新田雅敏   | 1992.6.16 1994.6.30   | 防大8期                   | 佐世保地方総監部防衛部長                              | 海上自衛隊第2術科学校長                                |                                    |
| 19 | 谷 勝治    | 1994.7.1 1995.6.29    | 防大11期                  | 呉地方総監部幕僚長                                    | 統合幕僚会議事務局 第1幕僚室長                         |                                    |
| 20 | 金田秀昭   | 1995.6.30 1997.6.30   | 防大12期                  | 舞鶴地方総監部幕僚長                                  | 統合幕僚会議事務局 第5幕僚室長                         |                                    |
| 21 | 経田 勇    | 1997.7.1 1999.7.8     | 防大12期                  | 護衛艦隊司令部幕僚長                                  | 統合幕僚学校長                                         |                                    |
| 22 | 泉 徹      | 1999.7.9 2000.6.30    | 防大17期                  | 海上幕僚監部人事課長                                  | 海上幕僚監部調査部長                                   |                                    |
| 23 | 武田壽一   | 2000.7.1 2001.6.28    | 防大19期                  | 海上幕僚監部防衛部防衛課長                            | 大湊地方総監部幕僚長                                   |                                    |
| 24 | 加藤耕司   | 2001.6.29 2003.3.26   | 防大20期                  | 海上幕僚監部人事教育部教育課長                        | 呉地方総監部幕僚長                                     |                                    |
| 25 | 東郷行紀   | 2003.3.27 2004.3.4    | 防大18期                  | 艦艇開発隊司令                                        | 練習艦隊司令官                                         |                                    |
| 26 | 佐々木孝宣 | 2004.3.5 2005.12.4    | 防大21期                  | 舞鶴地方総監部防衛部長                                | 練習艦隊司令官                                         |                                    |
| 27 | 山口 透    | 2005.12.5 2006.12.5   | 防大22期                  | 海上幕僚監部防衛部運用課長                            | 第2護衛隊群司令                                        |                                    |
| 28 | 井上力     | 2006.12.6 2007.12.2   | 防大24期                  | 海上幕僚監部防衛部運用支援課長                        | 練習艦隊司令官                                         |                                    |
| 29 | 德丸伸一   | 2007.12.3 2009.12.6   | 防大25期                  | 情報本部統合情報部長                                  | 練習艦隊司令官                                         |                                    |
| 30 | 山村浩     | 2009.12.7 2011.4.26   | 防大28期                  | 海上幕僚監部防衛部防衛課長                            | 海上幕僚監部総務部副部長                               |                                    |
| 31 | 大津雅紀   | 2011.4.27 2013.3.28   | 防大23期                  | 海上自衛隊幹部候補生学校副校長                        | 退職                                                   |                                    |
| 32 | 佐藤壽紀   | 2012.3.28 2014.12.14  | 防大26期                  | 自衛艦隊司令部作戦主任幕僚                            | 阪神基地隊司令                                         |                                    |
| 33 | 伊藤弘     | 2014.12.15 2016.6.30  | 防大32期                  | 防衛大学校訓練部長                                    | 統合幕僚監部防衛計画部副部長                           |                                    |
| 34 | 福田達也   | 2016.7.1 2018.12.19   | 防大34期                  | 大湊地方総監部幕僚長                                  | 統合幕僚監部防衛計画部副部長                           |                                    |
| 35 | 西脇匡史   | 2018.12.20 2020.8.24  | 防大37期                  | 海上幕僚監部防衛部運用支援課長                        | 護衛艦隊司令部幕僚長                                   |                                    |
| 36 | 平田利幸   | 2020.8.25 2022.12.22  | 防大39期                  | 海上幕僚監部人事教育部補任課長                        | 護衛艦隊司令部幕僚長                                   |                                    |
| 37 | 中大路真   | 2022.12.23 2024.6.6   | 東京外語大・ 48期幹候     | 海上幕僚監部人事教育部補任課長                        | 護衛艦隊司令部付                                       |                                    |
| 38 | 夏井 隆    | 2024.6.7              | 防大36期                  | 自衛艦隊司令部幕僚副長                                |                                                        |                                    |